# Paul Reeve
Paul Reeve é um produtor musical nascido em Londres no Reino Unido. Paul ganhou notoriedade ao trabalhar com John Leckie, co-produzindo cinco faixas do álbum de estréia Showbiz da banda inglesa Muse. 
Durante o seu tempo como engenheiro chefe do The Airfield Studios em Cornwall e durante suas participações no Sawmills Studios ele trabalhou auxiliando alguns dos mais respeitados produtores da Inglaterra, incluindo o já mencionado John Leckie e os produtores John Cornfield, Sam Williams e Chris Allison. Ele atualmente reside em Cornwall, Inglaterra.

## Trabalhos
Reeve trabalho em conjunto com vários artistas consagrados no mundo da música, como:
- Beta Band
- Muse
- Steve Harley
- Ruarri Joseph
- Razorlight
- Supergrass

Ele também produziu os EPs do muse Muse (EP) e Muscle Museum EP onde três faixas "Uno", "Muscle Museum" e "Unintended" foram lançados como singles perdurando no Top 20 das paradas britânicas.
Para o Muse ele também co-produziu os álbuns Showbiz e Absolution, e também teve uma grande participação na compilação de b-sides laçados pelo Muse chamado Hullabaloo Soundtrack.